# هانزل مارتينيز
هانزل مارتينيز (بالإسبانية: Hanzel Martínez)‏ مواليد 21 نوفمبر 1991 في تيخوانا، هو ملاكم محترف مكسيكي يصنف ضمن فئة وزن الديك.

## إحصائيات
خاض خلال مسيرته 20 نزالا، فاز في 19 ولم يتعادل وخسر في 1. فاز بالضربة القاضية في 15 نزالا.

## روابط خارجية
- هانزل مارتينيز على موقع بوكس ريك (الإنجليزية) (registration required)